# Alpicat
Alpicat – gmina w Hiszpanii, w prowincji Lleida, w Katalonii, o powierzchni 15,25 km². W 2011 roku gmina liczyła 6203 mieszkańców.